# Campo de Caso
Campo de Caso (El Campu en asturiano y oficialmente) es una parroquia del concejo asturiano de Caso, en el norte de España, y una villa de dicha parroquia. La villa de Campo de Caso es la capital del concejo de Caso.
Limita al norte con las parroquias de Bueres y Orlé, al sur y al este con Sobrecastiello, también al sur con La Felguerina y por último al oeste con Coballes y Tanes. Cuenta con una superficie de 13,22 kilómetros cuadrados en los que habitan un total de 297 personas de acuerdo al INE de 2021, de los cuales 151 habitan en la villa capital del concejo.

## Descripción
La parroquia, situada en la comarca denominada Valle del Nalón es donde se concentran los servicios administrativos y el centro del pequeño comercio, además de ser un punto estratégico en las actividades turísticas del parque natural de Redes. 
Los edificios más destacados son: el ayuntamiento, la casa de la Torre (que cuenta con una capilla de origen medieval con un rico retablo), la iglesia de San Juan Bautista. No hay que olvidar otras construcciones dignas de mención como el puente medieval sobre el Nalón, la casona de los Suárez Ballesteros (siglo XVII) y única catalogada; la primitiva escuela, ayuntamiento y cárcel en otra casa asturiana del siglo XVIII en El Pandu. También varias casas de indianos de bonita arquitectura, así como la casona y finca de La Lastra (siglo XVIII), sobre un otero en el corazón de la villa.
Muchos de sus habitantes, luego de la guerra civil española, emigraron a la Argentina, radicándose en Buenos Aires, donde extendieron la cultura asturiana en Sudamérica.

## Localidades
Según el nomenclátor de 2019, la parroquia de Campo de Caso comprende las localidades de:
- El Barru
- El Campu
- Veneros